# Biris Norte
Biris Norte (BN) es el nombre que identifica a los ultras del Sevilla Fútbol Club, institución deportiva con sede en la ciudad de Sevilla. Es el grupo ultra más antiguo de España. 
Esta barra fue fundada en la década de 1970 y solían llamarse Peña Biri Biri, por el futbolista Alhaji Momodo Njie. Se ubica en la parte norte del estadio Ramón Sánchez-Pizjuán, más específicamente en la Grada Baja Gol Norte. Se estima que son unos 1200 seguidores los que conforman el grupo.
Históricamente han tenido hermandad con Riazor Blues y también han mantenido una fuerte rivalidad con otros grupos, entre ellos, los seguidores del Málaga Club de Fútbol y los Supporters Gol Sur del Real Betis Balompié.

## Historia y características
Fundada en la temporada 1974-75 como una peña de animación, la Peña Biri Biri acabaría emergiendo como grupo ultra. Debe su nombre al delantero gambiano Biri Biri que jugó en el equipo de Nervión en la década de 1970. Los miembros de Biris Norte, uno de los grupos ultra mejor organizados de España y el más antiguo, se autodefinen como un grupo de izquierda. Antifascistas , Fueron inicialmente adscritos en buen número a una estética de subcultura juvenil «heavy», Se sitúan habitualmente en la grada del Gol Norte del Estadio Ramón Sánchez Pizjuán durante los partidos como local del Sevilla.